# Trigonophora
Trigonophora is een geslacht van vlinders van de familie Uilen (Noctuidae).

## Soorten
- T. confluens Druce, 1908
- T. crassicornis (Oberthur, 1918)
- T. flammea (Esper, 1785)
- T. forsteri Köhler, 1968
- T. haasi (Staudinger, 1892)
- T. jodea (Herrich-Schäffer, 1850)
- T. mongolica Staudinger, 1896